# Джон Веслі Гаят

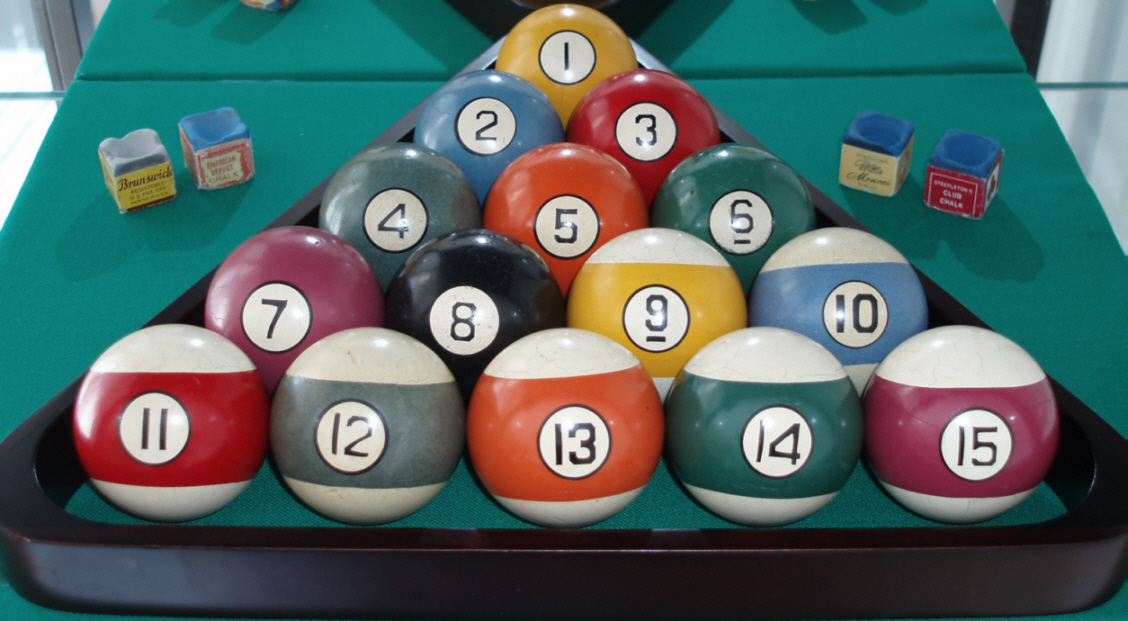
Більярдні кулі з целулоїду

Джон Веслі Гаят (англ. John Wesley Hyatt; 28 листопада 1837 — 10 травня 1920) — американський винахідник, відомий завдяки винайденню целулоїда. У 1869 році Джон Веслі Гаят запатентував целулоїд, який винайшов для того, щоб замінити ним слонову кістку в кулях для більярду.

## Нагороди
- Медаль Джона Скотта (1898)
- Медаль Перкина (1914)[3]